# Джурич, Александар
Александар Джурич (серб. Александар Ђурић; род. 12 августа 1970 года в Добое) — сингапурский футболист сербского происхождения, родился на территории современной Боснии и Герцеговины. Завершил карьеру игрока в 2014 году, в настоящее время занимает должность тренера по физподготовке в клубе «Тампинс Роверс» из чемпионата Сингапура.
В возрасте 15 лет Джурич стал чемпионом Югославии по гребле на байдарках и каноэ среди юниоров, а в 17 лет занял восьмое место на чемпионате мира. Он представлял Боснию и Герцеговину в гребле на каноэ-одиночке (500 м) на летних Олимпийских играх 1992 года. После Олимпиады он продолжил свою футбольную карьеру. В 1999 году он подписал контракт с «Таньчжон Пагар Юнайтед» из чемпионата Сингапура, где его впервые в карьере опробовали на позиции форварда. Он выиграл все свои трофеи с сингапурскими клубами: «Хоум Юнайтед», «Гейланг Интернэшнл», «Уорриорс» и «Тампинс Роверс». За 15 сезонов он выиграл восемь чемпионских титулов и три кубка Сингапура, трижды становился игроком года и четыре раза — лучшим бомбардиром, является рекордсменом лиги по числу голов.
На уровне сборных он дебютировал за Сингапур в 2007 году в возрасте 37 лет, в мае 2008 года он стал первым натурализованным игроком, ставшим капитаном сборной Сингапура. Он был в составе сборной Сингапура на чемпионате АСЕАН 2008, 2010 и 2012 года, последний розыгрыш Сингапур выиграл. Он ушёл со сборной в декабре 2012 года, забив 24 гола в 53 матчах.
В 2013 году он приступил к исполнению обязанностей тренера по физподготовке в клубе «Тампинс Роверс». Он завершил карьеру футболиста в ноябре 2014 года в возрасте 44 лет.

## Ранние годы
Александар Джурич родился в селе Липац, на окраине Добоя, СФРЮ. Отец Джурича работал железнодорожником, а в свободное время играл в футбол на полупрофессиональном уровне. Его мать была убита во время артиллерийского обстрела 9 августа 1993 года, за три дня до 23-летия Джурича. Его отец умер от рака в возрасте 62 лет в 2000 году.
Джурич учился в начальной школе «Йосип Йованович», затем в училище получил специальность автомеханика. В детстве Джурич болел за «Црвену Звезду», а начал заниматься футболом в юношеском составе клуба из родного города, «Слога Добой». Сначала он играл на позиции вратаря, а затем — полузащитника. Когда Джуричу было 12 лет, врачи обнаружили у него проблемы с ростом грудной клетки и посоветовали заняться греблей на каноэ, в противном случае ему в будущем грозило бы хирургическое вмешательство. В 15 лет он стал чемпионом Югославии по гребле на байдарках и каноэ, а в 17 лет занял восьмое место на чемпионате мира.

В возрасте 17 лет Джурич был призван в Югославскую народную армию, где дослужился до офицера. В преддверии боснийской войны его отец хотел, чтобы или Александар, или его брат Милан покинули страну, дабы продолжить род. Было решено, что город покинет Александар, так как он был моложе и занимался спортом. Джурич позже вспоминал: 
Мой отец воевал в этой войне, мой брат — в течение почти пяти лет, а моя мать была убита в 1993 году мусульманской армией. Они бомбили нашу деревню и попали прямо в мой дом. Действительно большая бомба, и моя мать умерла мгновенно […] Так много людей, как я, потеряли матерей и отцов в этой кровавой гражданской войне, но я не держу обиды. Я не смотрю на расы, я смотрю на людей, их сердца, и здесь, в Сингапуре, я усыновил ребёнка-мусульманина.
 Имея при себе всего лишь 300 немецких марок, Джурич уехал в Сербию, где в течение одного сезона играл за «Слога Пожега» во втором дивизионе. Затем он переехал в Швецию, где тренировался с АИКом, ему предложили статус беженца, но Джурич отказался. Распад Югославии он застал в Венгрии, не имея даже действительного паспорта. Он бродил по кафе и ресторанам Сегеда, перепродавал валюту, чтобы заработать на жизнь. Затем местная семья предложила ему жильё и посоветовала попробовать свои силы в местном клубе «Сегед» из второго дивизиона Венгрии.

### Олимпийские игры 1992 года
В 1992 году недавно сформированный Олимпийский комитет Боснии и Герцеговины пригласил Джурича представлять страну на летних Олимпийских играх 1992 года в Барселоне в гребле на каноэ-одиночке (500 м). Несмотря на два года без тренировок и продолжавшийся конфликт между сербами и боснийскими мусульманами, он принял предложение. Так как Боснийский олимпийский комитет не мог заплатить за его проезд, ему пришлось преодолеть 1500 километров до Барселоны автостопом. Имея на руках лишь письмо от Олимпийского комитета и будучи даже без действительного паспорта, Джурич уговорил водителя грузовика подвезти его к австрийской границе. Иммиграционная служба первоначально отказала в прохождении границы, приняв его за беженца. Джурич подтвердил информацию о себе, позвонив в Олимпийский комитет. Пограничники помогли ему взять попутный транспорт и добраться до Словении, где он прибыл в аэропорт и улетел в Барселону. В итоге Джурич добрался на Олимпийские игры, где стал одним из десяти членов команды Боснии и Герцеговины, дебютировавшей на Олимпийских играх. Чтобы принять участие в соревнованиях, ему пришлось одолжить снаряжение у итальянской и испанской команд. Джурич показал худшее время в заезде, значительно отстав от конкурентов. После Игр он продолжил свою футбольную карьеру в «Сегеде».

## Клубная карьера

### Австралия
Товарищ Джурича помог ему организовать встречу в Австралии с Франком Ароком, сербским тренером венгерского происхождения, который работал со сборной Австралии. В 1994 году Джурич перешёл в «Саут Мельбурн» из Национальной футбольной лиги, где играл на позиции защитника. В том сезоне клуб занял шестое место, а в плей-офф был близок, чтобы дойти до финала, но проиграл «Мельбурн Найтс» со счётом 3:2. В матчах плей-офф Джурич не играл. Так как большая часть матчей НФЛ проходила летом, Джурич часто попеременно выступал за команды НФЛ и различных лиг штата Виктория. Таким образом он поиграл за такие австралийские клубы, как «Порт Мельбурн Шаркс», «Гиппслэнд Фэлконз», «Хейдельберг Юнайтед», «Вест Аделаида», а в 1997 году играл за китайский клуб «Тяньцзинь Локомотив».
В 1999 году клуб Джурича, «Вест Аделаида», обанкротился. Он получил предложения из Гонконга и Сингапура и решил выбрать последний, продолжив карьеру в «Таньчжон Пагар Юнайтед». На этом этапе своей карьеры он играл на левом фланге на позиции вингера или левого защитника. Но позже тренер Тохари Паиджан перевёл высокого Джурича (192 см) в нападение. 19 мая 1999 года он забил свой первый гол в Сингапуре, поразив ворота «Джуронга». На тот момент его клуб проигрывал 2:0, но сумел отыграться со счётом 2:4. Всего Джурич забил 11 голов в 16 матчах, а клуб занял третье место.
В конце сезона Джурич вернулся в Австралию и получил австралийское гражданство в надежде представлять сборную страны. Он подписал контракт с сиднейским «Маркони Сталлионз», вернувшись на позицию левого полузащитника.
В июне 2000 года Джурич перешёл в сингапурский «Хоум Юнайтед», где снова играл в нападении. Он забил 11 голов во всех соревнованиях за свой новый клуб и выиграл кубок Сингапура 2000 года. В финале на Национальном стадионе его команда с минимальным счётом обыграла «Уорриорс». В конце сезона он покинул клуб.

### «Гейланг Интернэшнл»
В 2001 году Джурич подписал контракт с «Гейланг Интернэшнл», где сформировал связку с Мохдом Нуром Али, позже они играли вместе за «Уорриорс». Джурич говорил, что Али помог ему забить «по крайней мере, половину всех моих голов». «Гейланг» выиграл свой первый чемпионский титул за пять лет после победы в заключительном туре над «Джуронгом», в том сезоне Джурич забил 37 голов. В финале кубка Сингапура 2001 года «Гейланг» играл против «Хоум Юнайтед». Соперник после первого тайма вёл 4:0. Джурич и плеймейкер Брайан Босуэлл получили травмы, защитник Нох Рахман не мог играть из-за травмы связок колена, а Нур Али был удалён с поля. Вдевятером «Гейланг» проиграл с окончательным счётом 8:0. Несмотря на то, что тренер Чан Чон заявил в послематчевом интервью об уходе Джурича вместе с семью другими игроками, нападающий продлил контракт на три года и забил 97 голов в 126 играх лиги в течение четырёх сезонов. В 2003 году он преодолел отметку в 100 голов в чемпионате Сингапура.
После успешного проведения чемпионата мира 2002 года в Японии и Южной Корее АФК реформировала континентальные турниры, учредив Лигу чемпионов АФК и Кубок АФК. «Гейланг» как чемпион Сингапура 2001 года принял участие в квалификации Лиги чемпионов АФК 2002/03. Во втором туре Восточной отборочной зоны клуб встретился с «Бруней ДПММ». Джурич забил гол в домашнем матче и оформил дубль в гостях, «Гейланг» выиграл со счётом 7:0 по сумме двух матчей. В заключительном отборочном этапе клуб встретился с китайским «Шанхай Шэньхуа» и проиграл с итоговым счётом 5:1, Джурич забил единственный гол в ответном матче.
В 2004 году «Гейланг» дебютировал в новосозданном Кубке АФК как серебряный призёр чемпионата Сингапура 2003 года. Джурич забил в обоих матчах четвертьфинала, а «Гейланг Интернэшнл» выбил из розыгрыша «Перак» (5:3). Он забил в общей сложности пять голов на турнире, а «Гейланг» дошёл до полуфинала, где после ничьи 1:1 в гостевом матче потерпел поражение с минимальным счётом от дамасской «Аль-Вахды» в домашнем.

### «Уорриорс»
В ноябре 2004 года Джурич подписал контракт с «Уорриорс». С новым клубом он четыре раза выигрывал чемпионат, дважды оформлял «золотой дубль» в 2007 и 2008 годах и трижды становился лучшим бомбардиром лиги: в 2007, 2008 и 2009 годах. Джурич забил 129 голов в 150 матчах за клуб. Благодаря высокой результативности он становился лучшим игроком чемпионата Сингапура в 2007 и 2008 годах. Он забил свой 200-й гол на внутренней арене 9 июля 2007 года, оформив за пять минут хет-трик в матче с «Ляонин Гуанъюань». А в свой 38-й день рождения он оформил дубль в матче со своим бывшим клубом «Гейланг Интернэшнл», таким образом он побил рекорд Мирко Грабоваца в 244 гола в чемпионате Сингапура. В 2008 году он также выиграл Суперкубок, его клуб победил «Хоум Юнайтед» в серии пенальти со счётом 5:4 после ничьи 1:1 в основное время.
В 2009 году «Уорриорс» стал первым сингапурским клубом, который вышел в групповой этап Лиги чемпионов АФК. В плей-офф команда прошла «Бурирам Юнайтед» и «ПСМС Медан». В групповом этапе клуб играл против «Касима Антлерс», «Сувон Самсунг Блюуингз» и «Шанхай Шэньхуа». 19 мая 2009 года Джурич забил гол в матче против «Сувон Блюуингз», но клуб не смог пройти в следующий раунд, финишировав на последнем месте группы с пятью поражениями и ничьей.
В сентябре 2009 года Джурич согласился присоединиться к «Шривиджае» из индонезийской Суперлиги, стоимость контракта составляла $ 110000. Однако через месяц он сообщил прессе, что, в конце концов, отклонил предложение, потому что «Шривиджая» пыталась в одностороннем порядке изменить взаимно согласованные условия договора.

### «Тампинс Роверс»
Отношения Джурича с руководством «Уорриорс» испортились после попытки перехода в «Шривиджаю». Клуб решил не предлагать ему новый контракт, и в 2010 году он перешёл в «Тампинс Роверс». Он забил 20 голов в своём первом сезоне, а клуб занял второе место. Он завоевал с командой три чемпионских титула подряд с 2011 по 2013 год, а также четыре Суперкубка с 2011 по 2014 год. 27 сентября 2010 года, оформив дубль в матче кубка Сингапура против «Балестье Халса», он стал первым игроком чемпионата, который достиг отметки в 300 голов. В июле 2011 года IFFHS считала Джурича лучшим бомбардиром среди действующих игроков, на его счету было 328 голов в 444 матчах высшей лиги. Он получил свой третий титул игрока года в 2012 году, а в 2013 году стал лучшим бомбардиром чемпионата наряду с Муном Суном Хо.
Джурич объявил о своём решении уйти из профессионального футбола в конце сезона 2014 года. Изначально он хотел уйти из спорта двумя годами ранее, но руководство клуба убедило его отложить окончание карьеры. Он начал сезон, имея на счету рекордные 378 голов в чемпионате. «Тампинс» не удалось выйти в Лигу чемпионов АФК 2014 года после проигрыша в первом отборочном раунде «Саут Чайна». Соответственно клуб выступал в Кубке АФК 2014 и в конечном счёте вылетел на групповом этапе. Он закончил сезон с восемью голами в 35 матчах во всех соревнованиях, а «Тампинс» занял третье место в лиге. Джурич завершил игровую карьеру 5 ноября 2014 года после матча за третье место в кубке Сингапура против «Бруней ДПММ», его команда проиграла со счётом 2:1.

## Карьера в сборной
Поскольку Джурич не участвовал в программе Футбольной ассоциации Сингапура по натурализации иностранных спортивных талантов, он смог получить сингапурское гражданство лишь с третьей попытки, 27 сентября 2007 года. Несмотря на то, что он получил сингапурский паспорт не по спортивным причинам, 1 ноября 2007 года тренер Радойко Аврамович вызвал его в сборную Сингапура. 9 ноября он дебютировал за команду в возрасте 37 лет и 89 дней в первом матче второго раунда отбора на чемпионат мира по футболу 2010 года против Таджикистана. Джурич забил оба гола своей команды, принеся победу со счётом 2:0. Ответный матч Джурич начал с первых минут из-за травм атакующего полузащитника Ши Цзяи и нападающего Индры Шахдана Дауда. Ничья 1:1 в ответном матче означала, что Сингапур впервые проходил в третий раунд азиатского отборочного турнира, где команде предстояло сыграть против Саудовской Аравии, Ливана и Узбекистана. Джурич продолжил демонстрировать результативную игру на международной арене, забив Ливану и Узбекистану, Сингапур занял третье место в группе 4.
28 мая 2008 года должен был состояться товарищеский матч против сборной Бахрейна. Капитан Индра Шахдан и вице-капитан Лайонел Льюис не могли играть, в итоге впервые команду на поле вывел Джурич, став первым капитаном иностранного происхождения в истории сборной Сингапура.
Джурич поехал со сборной на чемпионат АСЕАН 2008 года, но не смог доиграть турнир после того, как получил травму малоберцовой кости в матче против Камбоджи. Сингапур дошёл до полуфинала, где проиграл Вьетнаму.
Он был вызван в сборную Сингапура на чемпионат АСЕАН 2010. Сингапур сыграл вничью 1:1 с Филиппинами, Джурич забил гол. В следующем матче с Мьянмой он сравнял счёт, а Сингапур в итоге победил 2:1. За этим последовало поражение с минимальным счётом от хозяев турнира, Вьетнама. Сингапур вылетел из турнира на групповом этапе.
Джурич начал чемпионат АСЕАН 2012 года на скамье запасных, но после травмы полузащитника Харисса Харуна вернулся в основной состав на левый фланг. В первом матче против действующего чемпиона, Малайзии, он установил окончательный счёт 3:0. Благодаря этому голу он стал самым возрастным бомбардиром в истории турнира, ему было 42 года 105 дней. Также он стал вторым самым старшим автором гола на уровне сборных, уступив лишь Китрою Корнелиусу с Американских Виргинских островов, последний был более чем на год старше Джурича. Три дня спустя Сингапур проиграл с минимальным счётом Индонезии, но, победив в финальном матче группового этапа Лаос 4:3, команда вышла в следующий раунд благодаря лучшей разнице мячей. Сингапур победил Филиппины со счётом 1:0 по сумме двух матчей полуфинала и вышел в финал. В решающем матче Сингапур выиграл у Таиланда и стал чемпионом. Джурич ушёл со сборной, имея на счету 24 гола в 53 матчах.
| №  | Дата            | Место                   | Соперник         | Счёт | Результат | Турнир                           | Прим.  |
| -- | --------------- | ----------------------- | ---------------- | ---- | --------- | -------------------------------- | ------ |
| 1  | 9 ноября 2007   | Калланг, Сингапур       | Таджикистан      | 1:0  | 2:0       | Квалификация к ЧМ 2010           | [ 63 ] |
| 2  | 9 ноября 2007   | Калланг, Сингапур       | Таджикистан      | 2:0  | 2:0       | Квалификация к ЧМ 2010           | [ 63 ] |
| 3  | 24 января 2008  | Маскат, Оман            | Кувейт           | 0:2  | 0:2       | Товарищеский матч                | [ 85 ] |
| 4  | 26 марта 2008   | Калланг, Сингапур       | Ливан            | 1:0  | 2:0       | Квалификация к ЧМ 2010           | [ 67 ] |
| 5  | 2 июня 2008     | Калланг, Сингапур       | Узбекистан       | 1:1  | 3:7       | Квалификация к ЧМ 2010           | [ 68 ] |
| 6  | 29 ноября 2008  | Петалинг-Джая, Малайзия | Малайзия         | 0:1  | 2:2       | Товарищеский матч                | [ 85 ] |
| 7  | 29 ноября 2008  | Петалинг-Джая, Малайзия | Малайзия         | 1:1  | 2:2       | Товарищеский матч                | [ 85 ] |
| 8  | 22 октября 2009 | Хошимин, Вьетнам        | Туркменистан     | 1:0  | 4:2       | Кубок Хошимина 2009              | [ 86 ] |
| 9  | 22 октября 2009 | Хошимин, Вьетнам        | Туркменистан     | 2:1  | 4:2       | Кубок Хошимина 2009              | [ 86 ] |
| 10 | 24 октября 2009 | Хошимин, Вьетнам        | Вьетнам          | 1:1  | 2:2       | Кубок Хошимина 2009              | [ 87 ] |
| 11 | 4 ноября 2009   | Калланг, Сингапур       | Индонезия        | 1:0  | 3:1       | Товарищеский матч                | [ 88 ] |
| 12 | 4 ноября 2009   | Калланг, Сингапур       | Индонезия        | 3:1  | 3:1       | Товарищеский матч                | [ 88 ] |
| 13 | 18 ноября 2009  | Бангкок, Таиланд        | Таиланд          | 1:0  | 1:0       | Квалификация к КАЗ 2011          | [ 89 ] |
| 14 | 2 ноября 2010   | Ханой, Вьетнам          | КНДР             | 1:0  | 1:2       | Кубок Федерации футбола Вьетнама | [ 90 ] |
| 15 | 2 декабря 2010  | Ханой, Вьетнам          | Филиппины        | 1:0  | 1:1       | Чемпионат АСЕАН 2010             | [ 91 ] |
| 16 | 5 декабря 2010  | Ханой, Вьетнам          | Мьянма           | 1:1  | 2:1       | Чемпионат АСЕАН 2010             | [ 92 ] |
| 17 | 7 июня 2011     | Калланг, Сингапур       | Мальдивы         | 4:0  | 4:0       | Товарищеский матч                | [ 93 ] |
| 18 | 18 июля 2011    | Калланг, Сингапур       | Китайский Тайбэй | 1:0  | 3:2       | Товарищеский матч                | [ 94 ] |
| 19 | 18 июля 2011    | Калланг, Сингапур       | Китайский Тайбэй | 2:1  | 3:2       | Товарищеский матч                | [ 94 ] |
| 20 | 23 июля 2011    | Калланг, Сингапур       | Малайзия         | 1:1  | 5:3       | Квалификация к ЧМ 2014           | [ 95 ] |
| 21 | 23 июля 2011    | Калланг, Сингапур       | Малайзия         | 5:3  | 5:3       | Квалификация к ЧМ 2014           | [ 95 ] |
| 22 | 2 сентября 2011 | Куньмин, Китай          | Китай            | 0:1  | 2:1       | Квалификация к ЧМ 2014           | [ 96 ] |
| 23 | 7 октября 2011  | Калланг, Сингапур       | Филиппины        | 2:0  | 2:0       | Товарищеский матч                | [ 97 ] |
| 24 | 15 августа 2012 | Калланг, Сингапур       | Гонконг          | 1:0  | 2:0       | Товарищеский матч                | [ 98 ] |
| 25 | 15 августа 2012 | Калланг, Сингапур       | Гонконг          | 2:0  | 2:0       | Товарищеский матч                | [ 98 ] |
| 26 | 19 ноября 2012  | Джуронг Вест, Сингапур  | Пакистан         | 4:0  | 4:0       | Товарищеский матч                | [ 99 ] |
| 27 | 25 ноября 2012  | Куала-Лумпур, Малайзия  | Малайзия         | 0:3  | 0:3       | Чемпионат АСЕАН 2012             | [ 76 ] |

## Стиль игры
Джурича ценили за высокую результативность и физическую силу. Он постоянно поддерживал себя в форме и вёл здоровый образ жизни, благодаря чему его карьера охватила более трёх десятилетий.
Ещё на молодёжном этапе карьеры он играл на позиции вратаря, а затем — полузащитника. По приезде в Австралию Джурич играл на позиции защитника. Перейдя в «Таньчжон Пагар Юнайтед», он первое время продолжал играть на левом фланге на позиции вингера или левого защитника. Но позже тренер Тохари Паиджан решил, что высокий Джурич (192 см) будет эффективнее в нападении. Вернувшись в Австралию, он снова стал играть на позиции левого полузащитника и лишь в составе «Хоум Юнайтед» окончательно стал нападающим.

## Личная жизнь и годы после завершения карьеры
Джурич познакомился со своей женой Наташей в Мельбурне в 1998 году, они поженились в январе 2000 года. У пары двое детей: дочь Изабелла Нина (2002 г. р.) и сын Алессандро Хьюго (2004 г. р.) — оба родились в Сингапуре.
Джурич живёт в Холланд Виладж, Сингапур. Чтобы держать себя в форме, он каждое утро, в том числе в межсезонье, пробегает по 15 км вокруг Джохор-Бару. Он не пьёт, не курит и рано ложится спать. Он старается не употреблять перец чили и ограничивает себя в жирной пище, такой как роти прата (жаренные блины) и хайнаньский рис.
Джурич заявил о своём намерении продолжать участвовать в футбольной жизни Сингапура в качестве тренера, к концу своей игровой карьеры он окончил курсы для получения тренерской лицензии A. В 2013 году он вошёл в тренерский штаб «Тампинс Роверс», став тренером по физподготовке.
Вне футбола Джурич принимал участие в благотворительной деятельности. В течение десяти лет он был волонтёром в детском доме. Он усыновил мальчика Массимо Луку Монти, когда тому было 7 дней. В 2011 году он пробежал полумарафон вместе с радиодиджеем Родом Монтейро и доктором кинезиологии Тан Сви Кенгом, целью было собрать 12000 сингапурских долларов для детского дома Sanctuary House. В 2012 году Джурич в течение 12 дней работал таксистом и собрал $ 2657 для фонда The Straits Times School Pocket Money Fund. В сентябре 2013 года он и трое его детей делали пластиковых голубей, которые продавались для помощи хоспису Dover Park. Джурич называет это «обязанностью дать что-то Сингапуру взамен». В декабре 2014 года Джурич был назначен первым послом Дельта-лиги, футбольного турнира, организованного совместно Национальным советом по предупреждению преступности и полицией Сингапура. Турнир создали для молодёжи, которая рискует быть втянутой в преступность.

## Клубная статистика
| Клуб                   | Сезон            | Див. II     | Див. II     |                 |                 |            |            |        |        |           |           | Итого | Итого |
| Клуб                   | Сезон            | Игры        | Голы        | Игры            | Голы            | Игры       | Голы       | Игры   | Голы   | Игры      | Голы      | Игры  | Голы  |
| ---------------------- | ---------------- | ----------- | ----------- | --------------- | --------------- | ---------- | ---------- | ------ | ------ | --------- | --------- | ----- | ----- |
| Сегед                  | 1992/93          | ?           | ?           | -               | -               | -          | -          | -      | -      | -         | -         | -     | -     |
| Сегед                  | 1993/94          | ?           | ?           | -               | -               | -          | -          | -      | -      | -         | -         | -     | -     |
| Сегед                  | Всего            | 24          | 7           | 0               | 0               | 0          | 0          | 0      | 0      | 0         | 0         | 24    | 7     |
| Клуб                   | Сезон            | NSL         | NSL         | Кубок NSL       | Кубок NSL       |            |            |        |        |           |           | Итого | Итого |
| Саут Мельбурн          | 1994/95          | 15          | 4           | -               | -               | -          | -          | -      | -      | -         | -         | 15    | 4     |
| Клуб                   | Сезон            | VPL         | VPL         |                 |                 |            |            |        |        |           |           | Итого | Итого |
| Порт Мельбурн Шаркс    | 1994/95          | 10          | 0           | -               | -               | -          | -          | -      | -      | -         | -         | 10    | 0     |
| Клуб                   | Сезон            | NSL         | NSL         | Кубок NSL       | Кубок NSL       |            |            |        |        |           |           | Итого | Итого |
| Саут Мельбурн          | 1995/96          | 5           | 0           | -               | -               | -          | -          | -      | -      | -         | -         | 5     | 0     |
| Клуб                   | Сезон            | VPL         | VPL         |                 |                 |            |            |        |        |           |           | Итого | Итого |
| Порт Мельбурн Шаркс    | 1995/96          | 18          | 12          | -               | -               | -          | -          | -      | -      | -         | -         | 18    | 12    |
| Клуб                   | Сезон            | NSL         | NSL         | Кубок NSL       | Кубок NSL       |            |            |        |        |           |           | Итого | Итого |
| Гиппслэнд Фэлконз      | 1996/97          | 15          | 4           | -               | -               | -          | -          | -      | -      | -         | -         | 15    | 4     |
| Клуб                   | Сезон            | Первая лига | Первая лига |                 |                 |            |            |        |        |           |           | Итого | Итого |
| Тяньцзинь Локомотив    | 1997             | 16          | 2           | -               | -               | -          | -          | -      | -      | -         | -         | 16    | 2     |
| Клуб                   | Сезон            | NSL         | NSL         |                 |                 |            |            |        |        |           |           | Итого | Итого |
| Вест Аделаида          | 1997/98          | 8           | 3           | -               | -               | -          | -          | -      | -      | -         | -         | 8     | 3     |
| Клуб                   | Сезон            | VSL1        | VSL1        |                 |                 |            |            |        |        |           |           | Итого | Итого |
| Хейдельберг Юнайтед    | 1998/99          | 8           | 2           | -               | -               | -          | -          | -      | -      | -         | -         | 8     | 2     |
| Клуб                   | Сезон            | NSL         | NSL         |                 |                 |            |            |        |        |           |           | Итого | Итого |
| Вест Аделаида          | 1998/99          | 27          | 5           | -               | -               | -          | -          | -      | -      | -         | -         | 27    | 5     |
| Клуб                   | Сезон            | S-Лига      | S-Лига      | Кубок Сингапура | Кубок Сингапура | Кубок Лиги | Кубок Лиги | ЛЧ АФК | ЛЧ АФК | Кубок АФК | Кубок АФК | Итого | Итого |
| Таньчжон Пагар Юнайтед | 1999             | 16          | 11          | -               | -               | —          | —          | —      | —      | —         | —         | 16    | 11    |
| Клуб                   | Сезон            | NSL         | NSL         |                 |                 |            |            |        |        |           |           | Итого | Итого |
| Маркони Сталлионз      | 1999/2000        | 15          | 2           | -               | -               | -          | -          | -      | -      | -         | -         | 15    | 2     |
| Сидней Олимпик         | 1999/2000        | 3           | 0           | -               | -               | -          | -          | -      | -      | -         | -         | 3     | 0     |
| Австралия              | Австралия        | 124         | 32          | 0               | 0               | 0          | 0          | 0      | 0      | 0         | 0         | 124   | 32    |
| Клуб                   | Сезон            | S-Лига      | S-Лига      | Кубок Сингапура | Кубок Сингапура | Кубок Лиги | Кубок Лиги | ЛЧ АФК | ЛЧ АФК | Кубок АФК | Кубок АФК | Итого | Итого |
| Хоум Юнайтед           | 2000             | 10          | 6           | -               | -               | —          | —          | -      | -      | —         | —         | 10    | 6     |
| Гейланг Интернэшнл     | 2001             | 33          | 31          | -               | -               | —          | —          | —      | —      | —         | —         | 33    | 31    |
| Гейланг Интернэшнл     | 2002             | 33          | 26          | -               | -               | —          | —          | -      | -      | —         | —         | 33    | 26    |
| Гейланг Интернэшнл     | 2003             | 33          | 27          | -               | -               | —          | —          | —      | —      | —         | —         | 33    | 27    |
| Гейланг Интернэшнл     | 2004             | 27          | 13          | -               | -               | —          | —          | —      | —      | -         | -         | 27    | 13    |
| Гейланг Интернэшнл     | Всего            | 126         | 97          | 0               | 0               | 0          | 0          | 0      | 0      | 0         | 0         | 126   | 97    |
| Уорриорс               | 2005             | 27          | 17          | -               | -               | —          | —          | —      | —      | —         | —         | 27    | 17    |
| Уорриорс               | 2006             | 28          | 19          | -               | -               | —          | —          | —      | —      | —         | —         | 28    | 19    |
| Уорриорс               | 2007             | 31          | 37          | -               | -               | —          | —          | —      | —      | -         | -         | 31    | 37    |
| Уорриорс               | 2008             | 32          | 28          | 6               | 4               | 0          | 0          | —      | —      | 8         | 9         | 46    | 41    |
| Уорриорс               | 2009             | 32          | 28          | 1               | 0               | 5          | 2          | 8      | 1      | —         | —         | 46    | 31    |
| Уорриорс               | Всего            | 150         | 129         | 7               | 4               | 5          | 2          | 8      | 1      | 8         | 9         | 178   | 145   |
| Тампинс Роверс         | 2010             | 33          | 20          | 6               | 4               | 0          | 0          | —      | —      | —         | —         | 39    | 24    |
| Тампинс Роверс         | 2011             | 33          | 26          | 3               | 4               | 0          | 0          | —      | —      | 7         | 6         | 42    | 36    |
| Тампинс Роверс         | 2012             | 24          | 12          | 6               | 5               | 4          | 2          | —      | —      | 6         | 2         | 40    | 21    |
| Тампинс Роверс         | 2013             | 25          | 15          | 1               | 1               | 3          | 3          | —      | —      | 6         | 3         | 35    | 22    |
| Тампинс Роверс         | 2014             | 22          | 5           | 4               | 0               | 2          | 0          | 1      | 0      | 6         | 3         | 35    | 8     |
| Тампинс Роверс         | Всего            | 137         | 78          | 20              | 14              | 9          | 5          | 1      | 0      | 25        | 14        | 192   | 111   |
| Сингапур               | Сингапур         | 439         | 321         | 28              | 18              | 14         | 7          | 9      | 1      | 33        | 23        | 523   | 370   |
| Всего за карьеру       | Всего за карьеру | 520         | 337         | 28              | 18              | 14         | 7          | 9      | 1      | 33        | 23        | 604   | 386   |

Источники:

## Достижения

### Командные
«Хоум Юнайтед»
- Кубок Сингапура: 2000

«Гейланг Интернэшнл»
- Чемпионат Сингапура: 2001

«Уорриорс»
- Чемпионат Сингапура: 2006, 2007, 2008, 2009
- Кубок Сингапура: 2007, 2008
- Суперкубок Сингапура: 2008[44]

«Тампинс Роверс»
- Чемпионат Сингапура: 2011, 2012, 2013
- Суперкубок Сингапура: 2011, 2012, 2013, 2014[51][118][119][120]

Сборная Сингапура
- Чемпионат АСЕАН: 2012[74]

### Личные
- Награда «Народный выбор»: 2007[39]
- Игрок года в Сингапуре: 2007, 2008, 2012[39][40][54]
- Лучший бомбардир чемпионата Сингапура: 2007, 2008, 2009, 2013[39][40][41][55]

## Комментарии
1. ↑  Официальная международная статистика, признанная Футбольной ассоциацией Сингапура, Федерацией футбола АСЕАН и Азиатской футбольной конфедерацией. Согласно сайту ФИФА, Джурич сыграл 54 матча и забил 27 голов; ФИФА, однако, не вела учёт матчей игрока.
2. ↑  До начала сезона 2011 года в статистику внутреннего первенства включался как чемпионат, так и кубок Сингапура. Футбольная ассоциация внесла соответствующие поправки в 2011 году[30].